# Vítor Luís Pereira da Silva
Vítor Luís Pereira da Silva (Miguel Pereira, 4 de novembro de 1959), é um ex-futebolista e ex-treinador brasileiro. Como jogador, Vítor atuava como volante. Um dos poucos jogadores que defenderam os 4 grandes clubes do Rio de Janeiro, ele passou boa parte da sua carreira jogando pelo Flamengo.
Apesar da forte ligação com o Mengão, Vítor está muito relacionado ao Botafogo pela importância do título estadual de 1989.

## Carreira

### Como jogador

#### Flamengo
Revelado nas categorias de base do Flamengo, o volante Vítor jogou no Rubro-Negro entre 1978 e 1983, a fase áurea do clube. Disputava posição com o craque Andrade, ganhando algumas vezes inclusive. Com o Manto Sagrado, atuou em 136 partidas e marcando cinco gols.

#### Atlético Mineiro
Após deixar o Fla, Vítor rumou para o Atlético Mineiro em 1984.

#### Vasco da Gama
Depois de uma temporada no Galo, acertou com o Vasco da Gama, em 1985.

#### Botafogo
Em 1987, Vítor deixou o Gigante da Colina para acertar com o Botafogo. Ajudou o Fogão em 1989 a acabar com um jejum de 21 anos sem títulos cariocas em uma decisão justamente contra o Fla.

#### Fluminense
Após o título, foi jogar no Fluminense. Ao atuar pelo Fluzão, entrou para a lista dos jogadores que defenderam os quatro grandes clubes do Rio de Janeiro.

#### Inter de Lages
Em 1992, Vítor foi a principal contratação do Inter de Lages para a temporada. A equipe foi vice-campeã da Copa Santa Catarina e terminou o disputa do Campeonato Catarinense na sexta colocação.

### Como treinador

#### Paraíba
Vítor treinou o Paraíba em 2005.

## Seleção Brasileira

### Como jogador
Em um dado momento no qual era reserva no Flamengo, ainda assim foi convocado para a Seleção Brasileira de Futebol pelo treinador Telê Santana, o que na época causou polêmica. Vítor quase foi para a Copa do Mundo de 1982, mas Telê optou por levar Batista para a Espanha. Do técnico, que era fã de seu futebol versátil, ganhou o apelido de "Beckenbauer".

## Estatísticas
Até 15 de julho de 2016.

### Como jogador

#### Clubes
| Clube             | Temporada         | Campeonato nacional | Campeonato nacional | Campeonato nacional | Copa nacional[a] | Copa nacional[a] | Copa nacional[a] | Competições continentais[b] | Competições continentais[b] | Competições continentais[b] | Outros torneios[c] | Outros torneios[c] | Outros torneios[c] | Total | Total | Total   |
| Clube             | Temporada         | Jogos               | Gols                | Assist.             | Jogos            | Gols             | Assist.          | Jogos                       | Gols                        | Assist.                     | Jogos              | Gols               | Assist.            | Jogos | Gols  | Assist. |
| ----------------- | ----------------- | ------------------- | ------------------- | ------------------- | ---------------- | ---------------- | ---------------- | --------------------------- | --------------------------- | --------------------------- | ------------------ | ------------------ | ------------------ | ----- | ----- | ------- |
| Flamengo          | 1978              | 1                   | 0                   | 0                   | —                | —                | —                | —                           | —                           | —                           | 1                  | 0                  | 0                  | 2     | 0     | 0       |
| Flamengo          | 1979              | 0                   | 0                   | 0                   | —                | —                | —                | —                           | —                           | —                           | 0                  | 0                  | 0                  | 2     | 0     | 0       |
| Flamengo          | 1980              | 0                   | 0                   | 0                   | —                | —                | —                | —                           | —                           | —                           | 0                  | 0                  | 0                  | 21    | 0     | 0       |
| Flamengo          | 1981              | 0                   | 0                   | 0                   | —                | —                | —                | 6                           | 0                           | 0                           | 0                  | 0                  | 0                  | 23    | 1     | 0       |
| Flamengo          | 1982              | 0                   | 0                   | 0                   | —                | —                | —                | 0                           | 0                           | 0                           | 0                  | 0                  | 0                  | 49    | 3     | 0       |
| Flamengo          | 1983              | 0                   | 0                   | 0                   | —                | —                | —                | 0                           | 0                           | 0                           | 0                  | 0                  | 0                  | 39    | 1     | 0       |
| Flamengo          | Total             | 0                   | 0                   | 0                   | 0                | 0                | 0                | 0                           | 0                           | 0                           | 0                  | 0                  | 0                  | 136   | 5     | 0       |
| Total na carreira | Total na carreira | 0                   | 0                   | 0                   | 0                | 0                | 0                | 0                           | 0                           | 0                           | 0                  | 0                  | 0                  | 136   | 5     | 0       |

- a. ^ Jogos da Copa do Brasil
- b. ^ Jogos da Copa Libertadores da América
- c. ^ Jogos do Amistoso, Campeonato Carioca e Troféu Ramón de Carranza

|          | Data                  | Local                                    | Resultado | Adversário               | Gols | Assist. | Competição                           |
| -------- | --------------------- | ---------------------------------------- | --------- | ------------------------ | ---- | ------- | ------------------------------------ |
| Flamengo |                       |                                          |           |                          |      |         |                                      |
| 1.       | 23 de julho de 1978   | Alfredão, Bauru, Brasil                  | 0–1       | Noroeste                 | 0    | 0       | Campeonato Brasileiro de 1978        |
| 2.       | 26 de outubro de 1978 | Raul Sertã, Nova Friburgo, Brasil        | 1–0       | Seleção de Nova Friburgo | 0    | 0       | Amistoso                             |
|          | 3 de julho de 1981    | Mineirão, Belo Horizonte, Brasil         | 2–2       | Atlético Mineiro         | 0    | 0       | Copa Libertadores da América de 1981 |
|          | 24 de julho de 1981   | Maracanã, Rio de Janeiro, Brasil         | 1–1       | Olimpia                  | 0    | 0       | Copa Libertadores da América de 1981 |
|          | 7 de agosto de 1981   | Maracanã, Rio de Janeiro, Brasil         | 2–2       | Atlético Mineiro         | 0    | 0       | Copa Libertadores da América de 1981 |
|          | 11 de agosto de 1981  | Defensores del Chaco, Assunção, Paraguai | 4–2       | Cerro Porteño            | 0    | 0       | Copa Libertadores da América de 1981 |
|          | 14 de agosto de 1981  | Defensores del Chaco, Assunção, Paraguai | 0–0       | Olimpia                  | 0    | 0       | Copa Libertadores da América de 1981 |
|          | 21 de agosto de 1981  | Serra Dourada, Goiânia, Brasil           | 0–0       | Atlético Mineiro         | 0    | 0       | Copa Libertadores da América de 1981 |

#### Seleção Brasileira
Abaixo estão listados todos jogos e gols do futebolista pela Seleção Brasileira, desde as categorias de base. Abaixo da tabela, clique em expandir para ver a lista detalhada dos jogos de acordo com a categoria selecionada.
Sub-23 (Olímpico)
| Ano   |       |      |         |       |
| Ano   | Jogos | Gols | Assist. | Média |
| ----- | ----- | ---- | ------- | ----- |
| 1979  | 8     | 0    | 0       | 0     |
| 1980  | 5     | 1    | 0       | 0,2   |
| Total | 13    | 1    | 0       | 0,07  |

Seleção principal
| Ano   |       |      |         |       |
| Ano   | Jogos | Gols | Assist. | Média |
| ----- | ----- | ---- | ------- | ----- |
| 1981  | 2     | 0    | 0       | 0     |
| 1982  | 1     | 0    | 0       | 0     |
| Total | 3     | 0    | 0       | 0     |

### Como treinador

#### Clubes
| Clube             | Temporada         | Campeonato nacional | Campeonato nacional | Campeonato nacional | Campeonato nacional | Copa nacional[a] | Copa nacional[a] | Copa nacional[a] | Copa nacional[a] | Competições continentais[b] | Competições continentais[b] | Competições continentais[b] | Competições continentais[b] | Outros torneios[c] | Outros torneios[c] | Outros torneios[c] | Outros torneios[c] | Total | Total | Total | Total | Total |
| Clube             | Temporada         | J                   | V                   | E                   | D                   | J                | V                | E                | D                | J                           | V                           | E                           | D                           | J                  | V                  | E                  | D                  | J     | V     | E     | D     | A     |
| ----------------- | ----------------- | ------------------- | ------------------- | ------------------- | ------------------- | ---------------- | ---------------- | ---------------- | ---------------- | --------------------------- | --------------------------- | --------------------------- | --------------------------- | ------------------ | ------------------ | ------------------ | ------------------ | ----- | ----- | ----- | ----- | ----- |
| Paraíba           | 2005              | —                   | —                   | —                   | —                   | —                | —                | —                | —                | —                           | —                           | —                           | —                           | 0                  | 0                  | 0                  | 0                  | 0     | 0     | 0     | 0     | 0%    |
| Paraíba           | Total             | 0                   | 0                   | 0                   | 0                   | 0                | 0                | 0                | 0                | 0                           | 0                           | 0                           | 0                           | 0                  | 0                  | 0                  | 0                  | 0     | 0     | 0     | 0     | 0%    |
| Total na carreira | Total na carreira | 0                   | 0                   | 0                   | 0                   | 0                | 0                | 0                | 0                | 0                           | 0                           | 0                           | 0                           | 0                  | 0                  | 0                  | 0                  | 0     | 0     | 0     | 0     | 0%    |

- a. ^ Jogos da Copa do Brasil
- b. ^ Jogos da Copa Sul-Americana
- c. ^ Jogos do Campeonato Paraibano

## Títulos

### Como jogador
Flamengo
- Campeonato Brasileiro: 1980, 1982, 1983
- Taça Guanabara: 1980, 1981, 1982
- Troféu Ramón de Carranza: 1980
- Copa Libertadores da América: 1981
- Campeonato Carioca: 1981
- Copa Intercontinental: 1981

Vasco da Gama
- Campeonato Carioca: 1987
- Taça Guanabara: 1986 e 1987

Botafogo
- Troféu Palma de Mallorca: 1988
- Taça Rio: 1989
- Campeonato Carioca: 1989

Seleção Brasileira
- Jogos Pan-Americanos: 1979[1]
- Torneio Pré-Olímpico Sul-Americano Sub-23: 1984